# Doc Shanebrook
Beuford "Doc" Shanebrook (Gibson City, Illinois, 26 januari 1907 - Redford, Michigan, 25 augustus 1976) was een Amerikaans autocoureur. In 1951 en 1952 schreef hij zich in voor de Indianapolis 500, maar beide keren wist hij zich niet te kwalificeren. Deze races waren allebei onderdeel van het Formule 1-kampioenschap.